# Аграрное
Агра́рное (укр. Аграрне, крымскотат. Agrarnoye) — посёлок городского типа / посёлок в Крыму. Входит в городской округ Симферополь (Симферопольский горсовет).

## Население
| 1989  | 2001  | 2009  | 2010  | 2011  | 2012  | 2013  |
| ----- | ----- | ----- | ----- | ----- | ----- | ----- |
| 3535  | ↘3454 | ↗5410 | ↗5747 | ↗5938 | ↗5986 | ↗6034 |
| 2014  | 2021  |       |       |       |       |       |
| ↘3754 | ↘3467 |       |       |       |       |       |

Население, по результатам переписи 2001 года, 3508 человек, со следующим распределением по носителям языка:
| Язык             | Число жит. | Процент |
| ---------------- | ---------- | ------- |
| русский          | 3037       | 86,57   |
| украинский       | 384        | 10,95   |
| крымскотатарский | 35         | 1       |
| белорусский      | 9          | 0,26    |
| молдавский       | 2          | 0,06    |
| болгарский       | 1          | 0,03    |

## География
Аграрное расположено в южной части Крымского полуострова, в 10 км от Симферополя, и за 8 км от железнодорожной станции Симферополь, высота центра над уровнем моря — 258 м. Площадь — 0,6 км². Автобусное сообщение с центром Симферополя.

## Жизнь посёлка
На территории поселка функционируют Институт "Агротехнологическая академия", входящая в состав Крымского Федерального Университета; МБОУ Средняя общеобразовательная школа № 22; Ясли-сад № 8 «Василёк»; Несколько общежитий; Дворец студентов с хоровой, театральной, танцевальной студиями и духовым оркестром; стадион; храм-часовня святителя Лазаря Четверодневного; отделение банка; участковый пункт полиции; парк отдыха «Аграрник»; Конный клуб КСК Кгату; Памятник М. И. Калинину. Установлена стела соотечественникам, погибшим в годы Великой Отечественной войны при освобождении Крыма.
На территории посёлка находится 3 улицы: Парковая, Спортивная и Научная.

## Транспорт
В посёлок ходит транспорт:Автобусы: №,13А,55,95,104,178,319-23,360-23,361-23,385-20,446-23,292-23. Маршрутки:25.Троллейбус:№16.